# Winden (Pfalz)

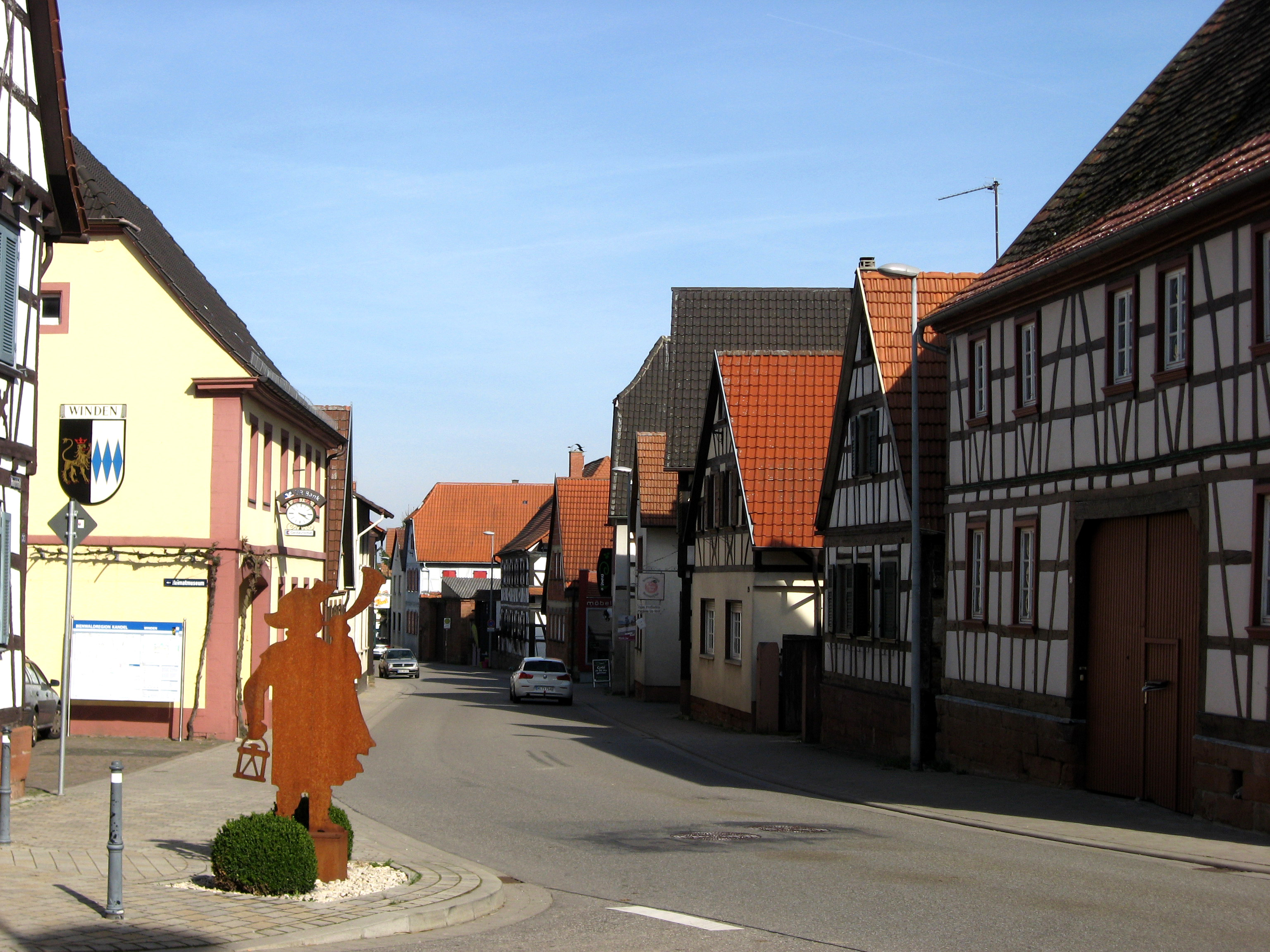
Ortsbild von Winden

Winden ist eine Ortsgemeinde im Landkreis Germersheim in Rheinland-Pfalz. Sie gehört der Verbandsgemeinde Kandel an.

## Geographie
Winden liegt in der Oberrheinischen Tiefebene vor den Bergen des Oberen Mundatwalds zwischen Bad Bergzabern, Karlsruhe und Landau in der Pfalz; die Gemeinde hat ländlichen Charakter. Zu Winden gehören zusätzlich die Wohnplätze Funkhaus, Mühle 1 und Mühle 2.
Der Erlenbach beziehungsweise sein linker Nebenlauf Mühlengraben bilden die nördliche Gemarkungsgrenze.

## Geschichte
Der Ortsname „Winden“ wird auf die Siedlung „In den Weiden“ zurückgeführt. Diese Siedlung soll aus drei Höfen bestanden haben, von denen der Rosenhof der größte gewesen sein soll.
Erste urkundliche Erwähnung findet der Ort im Jahre 1194 als „Wineden“. Im Jahre 1280 erscheint Johann von Scharfeneck als Besitzer des Schlosses von Winden, das 1622 durch Kroaten zerstört wurde.
Winden zählt zu denjenigen Dörfern, die im Zuge der Wiederbesiedlung der Südpfalz nach dem Dreißigjährigen Krieg, von Hugenotten geprägt wurden.
Der Ort bis Ende des 18. Jahrhunderts zum Herzogtum Pfalz-Zweibrücken und unterstand dort dem Oberamt Bergzabern sowie dem Amt Barbelroth.
Winden gehörte zu einer Gruppe von 32 Orten in der Südpfalz, die im März 1793 ein Gesuch um eine Angliederung an Frankreich einreichten. Er wurde nun per Dekret vom 14. März 1793 dem französischen Staat angegliedert und dem zum Département Niederrhein gehörenden Kanton Kandel zugewiesen, dem er sowohl während der Französischen Republik (bis 1804) als auch während des anschließenden Napoleonischen Kaiserreichs bis 1814 angehörte. 1815 wurde der Ort Österreich zugeschlagen. Bereits ein Jahr später wechselte Winden in das Königreich Bayern. Von 1818 bis 1862 gehörte der Ort dem Landkommissariat Germersheim an; aus diesem ging das Bezirksamt Germersheim hervor. 
Seit 1939 ist Winden Bestandteil des Landkreises Germersheim.
Nach dem Krieg wurde Winden innerhalb der französischen Besatzungszone Teil des damals neu gebildeten Landes Rheinland-Pfalz. Im Zuge der ersten rheinland-pfälzischen Verwaltungsreform wurde die Gemeinde 1972 in die neu gebildete Verbandsgemeinde Kandel eingegliedert.

## Bevölkerung

### Einwohnerentwicklung
Wenn nicht gesondert aufgeführt, ist die Quelle der Daten das Statistische Landesamt Rheinland-Pfalz.
| Jahr | Einwohner |
| ---- | --------- |
| 1802 | 368       |
| 1815 | 489       |
| 1835 | 538       |
| 1849 | 504       |
| 1861 | 598       |
| 1871 | 528       |
| 1905 | 538       |

| Jahr | Einwohner |
| ---- | --------- |
| 1939 | 626       |
| 1950 | 744       |
| 1965 | 707       |
| 1970 | 710       |
| 1975 | 748       |
| 1980 | 765       |
| 1985 | 768       |

| Jahr | Einwohner |
| ---- | --------- |
| 1990 | 832       |
| 1995 | 887       |
| 2000 | 1.033     |
| 2005 | 1.056     |
| 2010 | 1.074     |
| 2015 | 1.084     |
| 2024 | 1.200     |

### Religion
2012 waren 49,6 Prozent der Einwohner evangelisch und 26,6 Prozent katholisch. Die übrigen gehörten einer anderen Religion an oder waren konfessionslos. Im Jahr 1871 waren von insgesamt 528 Einwohnern 467 evangelisch (88,4 Prozent) und 61 katholisch (11,6 Prozent).

## Politik

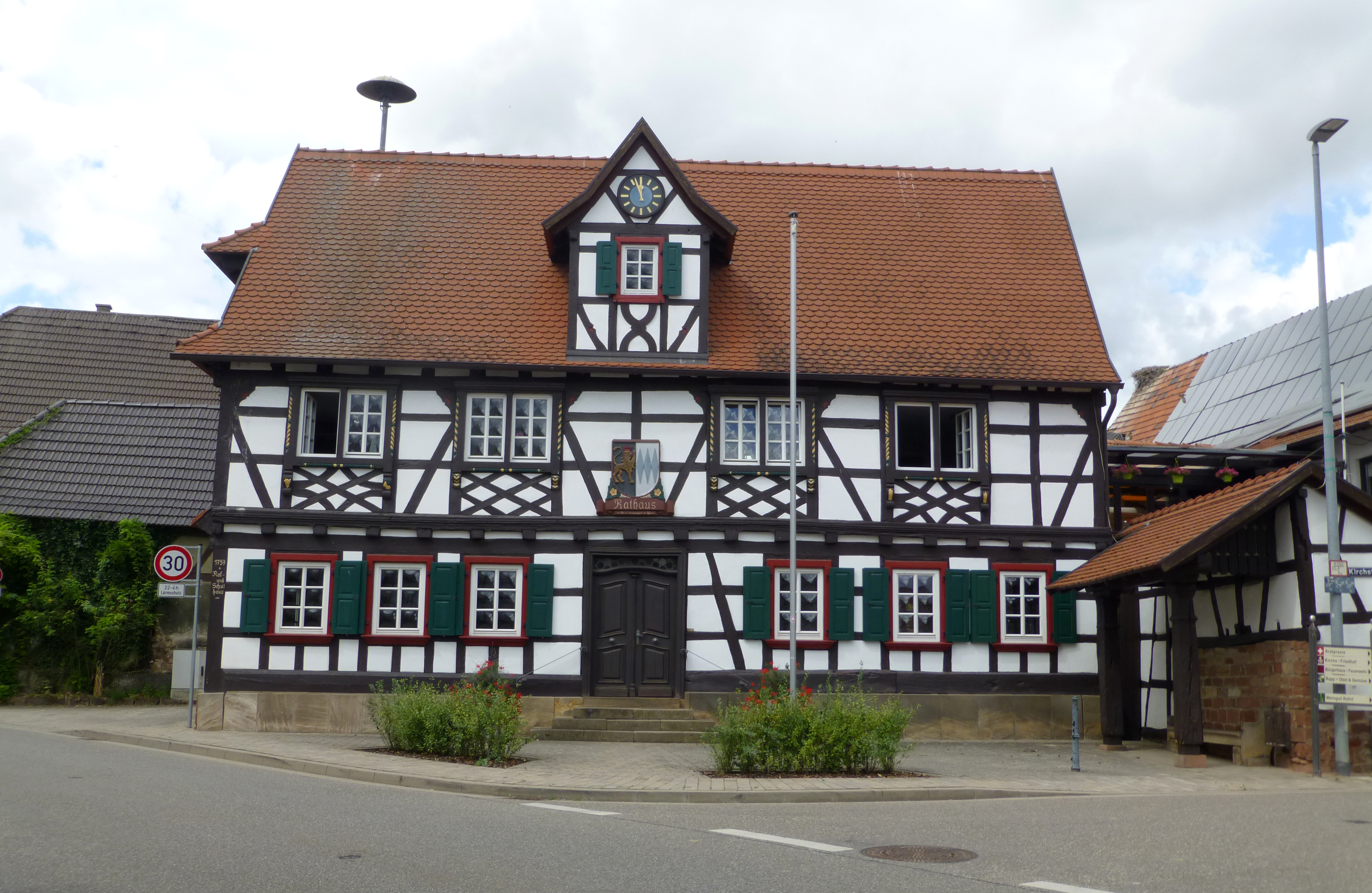
Rathaus

### Gemeinderat
Der Gemeinderat in Winden besteht aus 16 Ratsmitgliedern, die bei der Kommunalwahl am 9. Juni 2024 in einer Mehrheitswahl gewählt wurden, und dem ehrenamtlichen Ortsbürgermeister als Vorsitzendem.

### Bürgermeister
Stefan Moschko wurde am 10. Juli 2024 Ortsbürgermeister von Winden. Bei der Direktwahl am 9. Juni 2024 war er als einziger Bewerber mit einem Stimmenanteil von 89,3 % gewählt worden.
Moschkos Vorgänger Peter Beutel (SPD) hatte das Amt im September 2014 übernommen und kandidierte bei der Wahl 2024 nicht erneut als Ortsbürgermeister. Beutel löste 2014 Roland Laubach ab, der seit 1994 dieses Amt innehatte.

### Wappen
| Wappen von Winden | Blasonierung: „Von Schwarz und Silber gespalten, rechts ein linkshin schreitender rotbewehrter, -bezungter und -bekrönter goldener Löwe, links drei blaue Rauten nebeneinander.“ |
| Wappen von Winden | Wappenbegründung: Es wurde 1951 vom Mainzer Innenministerium genehmigt und geht zurück auf ein Gemeindesiegel aus dem Jahr 1789. Sowohl die Raute als auch der Löwe symbolisieren die jahrhundertelange Herrschaft der Wittelsbacher, erst in Form von Pfalz-Zweibrücken und später in Form von Bayern. |

## Kultur und Sehenswürdigkeiten

### Kulturdenkmäler

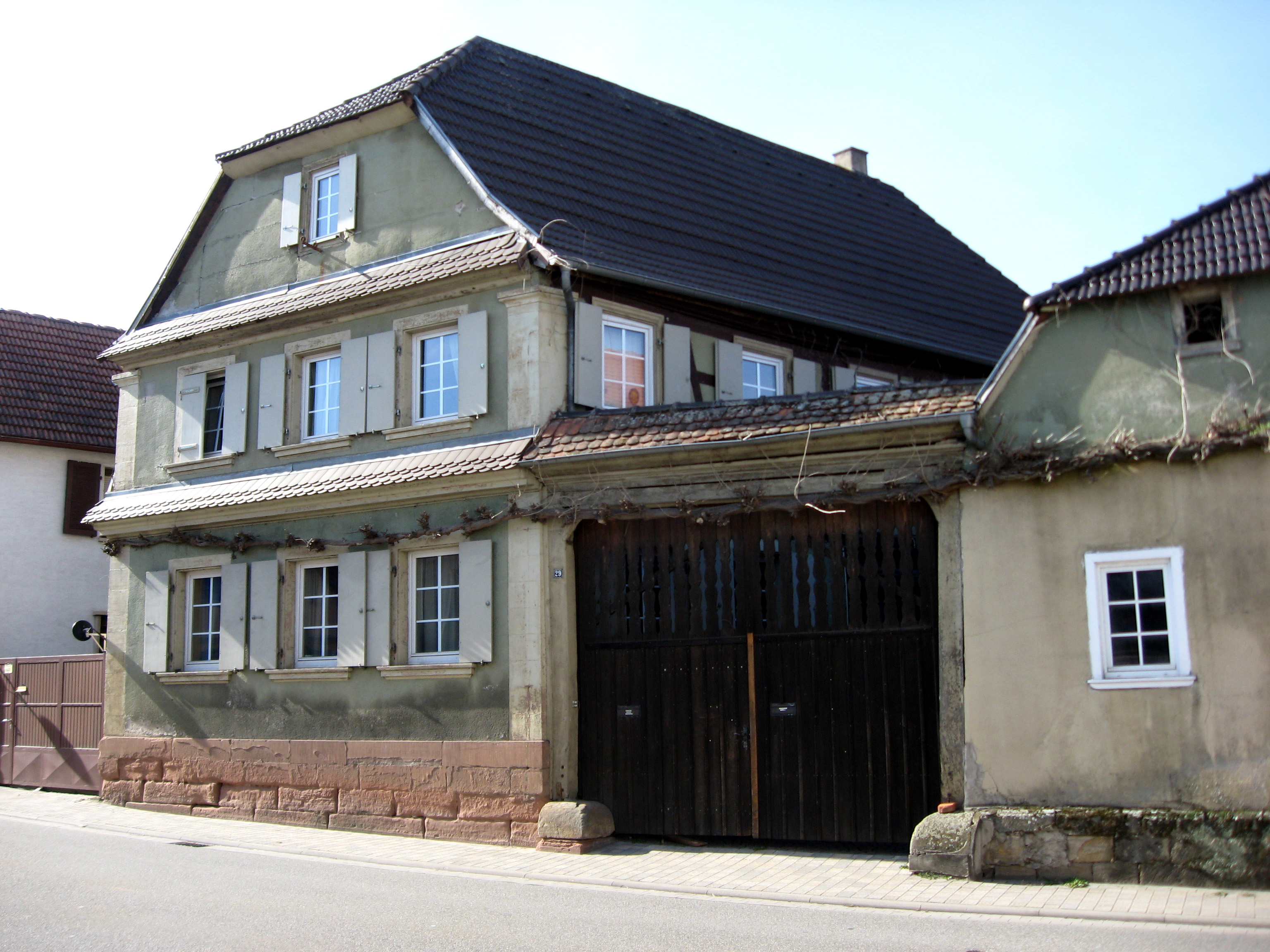
Denkmalgeschützte Hofanlage

Der Ortskern ist als Denkmalzone ausgewiesen. Das Dorf ist in diesem Bereich in seiner Bausubstanz landwirtschaftlich geprägt. Vorherrschend ist die fränkische Haus-Hof-Bauweise. 
Hinzu kommen insgesamt 19 Einzelobjekte, die unter Denkmalschutz stehen, darunter das frühere Empfangsgebäude des Bahnhofs.

### Museen
Vor Ort existiert ein Heimatmuseum.

### Natur
Mit der Eiche am Alten Spielplatz existiert innerhalb des Gemeindegebiets ein Naturdenkmal. Das EU-Vogelschutzgebiet Bienwald und Viehstrichwiesen erstreckt sich unter anderem über das Gemeindegebiet.

### Vereinsleben
Vereine wie ein Gesangverein, ein Kirchenchor, ein Landfrauenverein, ein Fußballverein, der Tennisclub Winden „Blau-Weiß“ 1982 (gegründet 1982), der Sportverein SF Germania Winden (gegründet 1919), die Freiwillige Feuerwehr Winden, die Deutsche Pfadfinderschaft Sankt Georg Stamm „Marco Polo“ Winden (gegründet 1993 (Siedlung), 2001 (Stamm)) und ein Seniorenclub bieten den Bürgern eine Auswahl an Freizeitgestaltungsmöglichkeiten. 2023 wurde der „Verein zur Förderung des Weißstorchs in Winden / Pfalz e. V.“ gegründet, der sich um den Erhalt des Storchenwanderwegs kümmert.

### Unser Dorf soll schöner werden
Das sehr positive Gesamtbild der Ortsgemeinde – die Summe optischer, sozialer und gemeinschaftlicher Aspekte – verhalf Winden in den Jahren 1984, 1985, 1995 und 1997 im Wettbewerb „Unser Dorf soll schöner werden – Unser Dorf hat Zukunft“ zu ersten Plätzen im Landesentscheid. 1985 erreichte Winden eine Bundes-Goldmedaille. 1996 wurde Winden mit dem Preis des Landes Rheinland-Pfalz für „besondere ökologische Leistungen in der Gemeinde“ ausgezeichnet.

## Wirtschaft und Infrastruktur

### Wirtschaft
Im Ort wird Weinbau betrieben; er ist als solcher Teil des Weinanbaugebiets Pfalz. Hier befindet sich die Einzellage Narrenberg (17 ha) als Teil der Großlage Kloster Liebfrauenberg im Weinanbaugebiet Pfalz. In der Gemarkung Windens reifen neben den üblichen Ackerfrüchten ebenso Obst, Gemüse und Wein. Vor Ort hat außerdem die Warenhandelsgesellschaft Südpfalz mbH ihren Sitz, die eine Tochtergesellschaft der VR Bank Südliche Weinstraße-Wasgau darstellt.

### Verkehr

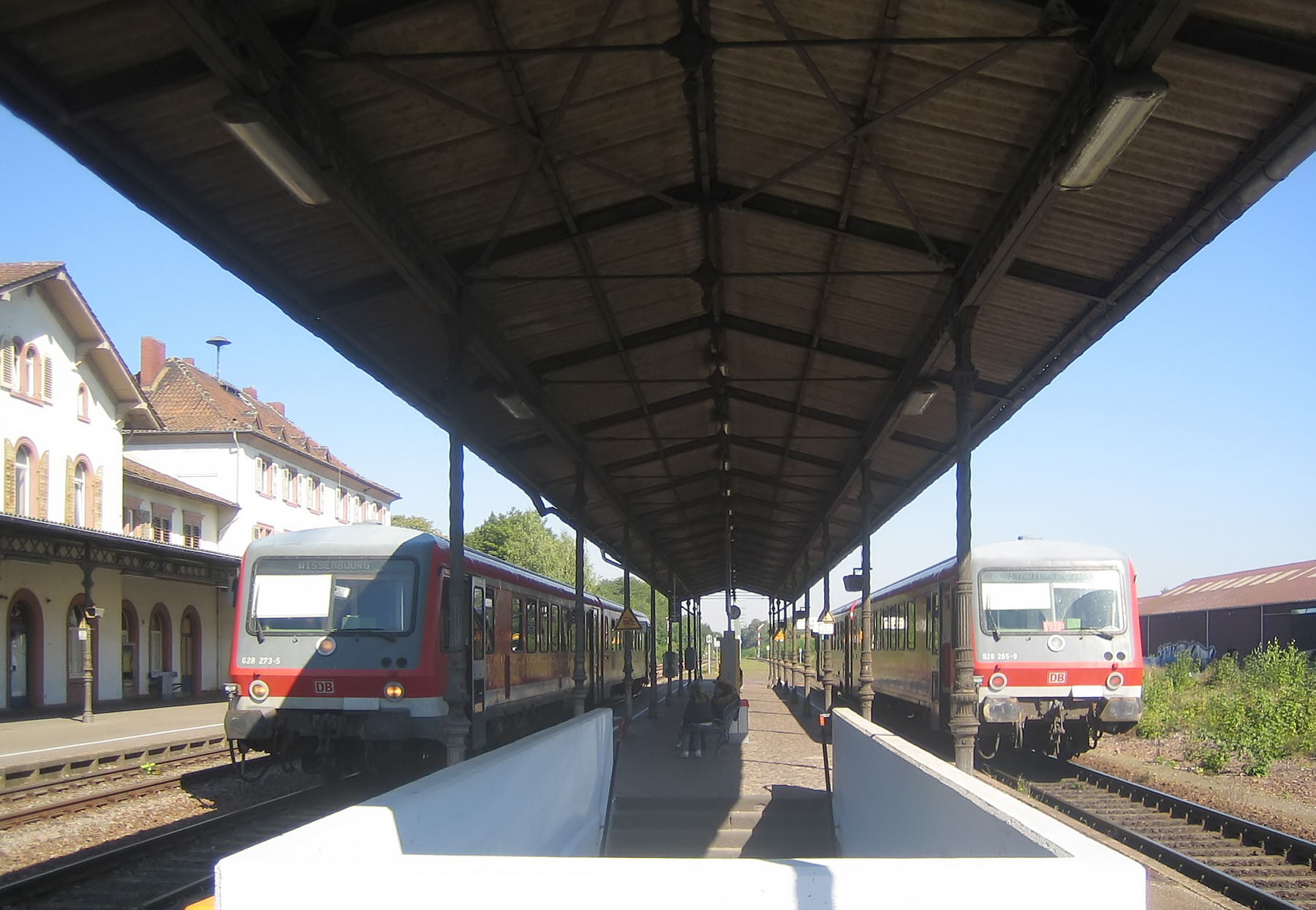
Bahnhof Winden im Jahr 2005 kurz vor dem Umbau

Der Bahnhof ist ein Eisenbahnknotenpunkt. Er liegt an der von der Pfälzischen Maximiliansbahn-Gesellschaft errichteten Bahnstrecke Neustadt–Wissembourg, von der vor Ort ab 1864 die Zweigstrecke nach Maximiliansau und später bis nach Karlsruhe sowie die Bahnstrecke Winden–Bad Bergzabern abzweigen.
An den Straßenverkehr ist Winden über die Bundesstraße 427 und die nahe Bundesautobahn 65 angebunden. Von ersterer zweigt am östlichen Ortsrand die Landesstraße 542 nach Kandel sowie innerhalb der Bebauung die Kreisstraße 12 nach Steinweiler ab.

### Behörden
Die Gemeinde gehört zum Zuständigkeitsbereich des Amtsgericht Kandel.

## Persönlichkeiten

### Ehrenbürger
- Otto Bechtel (* 2. Oktober 1882, † 30. Oktober 1959), Bürgermeister von 1922 bis 1933 und 1945 bis 1952[17]
- 1955: Ludwig Wollenschläger (* 17. Mai 1890, † 16. März 1963), Unternehmer[18]
- 1969, 7. März: Karl Schmitt (* 12. Juni 1889, † 6. Dezember 1971), Hauptschullehrer[19]

### Söhne und Töchter der Gemeinde
- Stefan Moschko (* 1960), Manager und Verbandsfunktionär

### Mit Winden verbunden
- Friederike Becht (* 1986), Schauspielerin, in Winden aufgewachsen
- Johann Michael Hartung (1708–1763), errichtete vor Ort 1746 eine Orgel
- Roland Laubach, Inhaber der Freiherr-vom-Stein-Plakette